# Choerodon zosterophorus
Choerodon zosterophorus (Bleeker, 1868)  è un pesce d'acqua salata appartenente alla famiglia Labridae che proviene dalle zone tropicali dell'oceano Pacifico.

## Distribuzione e habitat
Proviene dalle Filippine e dalle Indie Orientali, nell'oceano Pacifico, e nuota di solito tra 1 e 20 m di profondità, ma occasionalmente viene trovato anche intorno a -40. Predilige le zone con substrato sabbioso, a volte con corrente intensa, ambienti dove sono spesso presenti grandi quantità di gorgonie.

## Descrizione
Presenta un corpo non particolarmente allungato, leggermente compresso ai lati, con la testa dal profilo arrotondato. La colorazione non è particolarmente appariscente, il dorso è verde scuro, olivaceo, ma sui fianchi è presente una fascia bianca diagonale bordata di nero che parte dalla base delle pinne pettorali e termina alla base della pinna dorsale. Le pinne sono chiare, grigie tendenti a volte al giallastro, mentre il ventre è bianco. La pinna caudale non è biforcuta. La lunghezza massima registrata è di 25 cm.

## Biologia
La biologia di questa specie non è nota, ma le sue abitudini sono molto probabilmente simili a quelle delle altre specie del genere Choerodon.

## Conservazione
Questa specie non è minacciata da particolari pericoli perché è diffusa in alcune aree marine protette e viene pescata abbastanza saltuariamente; quindi viene classificata come "a rischio minimo" (LC) dalla lista rossa IUCN.